# 김유식
김유식(金裕植, 1971년 2월 17일~)은 인터넷 커뮤니티 사이트 디시인사이드의 설립자이며, 대표이사/사장이다. 2006년 12월부터 2008년 4월까지 코스닥 등록 건설업체인 IC코퍼레이션의 대표이사였다. 김유식이 운영하는 커뮤니티인 디시인사이드에서는 야민정음으로 김유식 대장을 변형한 말인 '윾싀머튽', '머튽', 또는 '윾식'이라고 불린다.

## 생애

### 성장기
1970년, 서울에서 태어난 김유식은 언론계에서 근무한 아버지 덕에 일찍이 컴퓨터를 접할 수 있었다. 1980년대 초반, 초등학교 6학년이었던 김유식은 아버지를 따라 서울 종로2가 동화서적 3층에 위치한 컴퓨터학원에서 컴퓨터를 배웠다.

### PC통신, 유학
온라인에서 김유식이 유명해지게 된 것은 1990년에 PC통신 하이텔의 유머 게시판에 글을 올리면서 시작되었다. 당시에는 '최불암 시리즈'류의 짧은 시리즈 유머만 있었는데, PCTOOLS 김현국과 더불어 그가 쓴 여러 기상천외하고 코믹한 이야기들을 장편으로 올리자 큰 인기를 얻게 된다. 김유식은 이 때 많은 사람들이 들어오는 PC통신을 이용하면 큰 돈벌이가 될 것이라고 예상한다.
입대 전 컴퓨터 학원 강사와 하나은행의 전신인 한국투자금융에서 일을 하던 김유식은 제대 후 1992년 가을, 후배와 함께 용산전자상가에 갔다가 후배가 후배의 지인인 용산업자로부터 당시 17~20만원을 하던 386 메인보드를 14만 원에 사온 것을 보고 바로 당장 업자에게 14만 원에 지속적으로 공급받을 수 있도록 구두계약을 맺고 하이텔 팝니다 게시판에 15만 5천 원에 판매한다는 글을 올리면서 히트를 치고 큰 돈을 벌었다. 이후 모뎀, CPU, 메모리, VGA 등등 사업을 확장했으나 그 후 경쟁자가 지속적으로 생기자 그대로 후배에게 일을 물려주고 일본의 신주쿠정보비즈니스전문학교 국제경영OA비즈니스과에 네트워크를 배우기 위해 유학을 가게 된다.
하지만, 거기에서 네트워크는 가르쳐주지 않고, XT-16비트 컴퓨터에 일본어 워드프로세서만 가르치고 있어, 그 대신 1994년 그곳에서 사업을 벌여 컴퓨터와 모니터, 워크맨 등 전자제품과 게임 및 영화 CD 등을 구입해 PC통신 팝니다 게시판을 통해 팔았다. 당시 같은 제품이 일본보다 한국 가격이 약 2배 정도 차이나 그 중간가격으로 팔아 장사가 크게 잘 되었고 주문이 쏟아져 하루 2시간밖에 잠을 자지 못할 만큼 바쁜 나날을 보낸다. 김유식은 이 때를 "아침에 빈 봉투 갖고 나가 저녁에 돈을 쓸어 담고 왔다", "이때가 내 인생에서 가장 치열했던 시기" 라고 회고했다.
1996년, 당시 CD를 5장 이상 수입하려면 문화관광부 장관의 허가를 받아야 해서 3~4장 단위로 묶어 한국으로 들여오는 사업을 했었는데, 가와자리 요지아키 감독 작품의 성인 애니메이션 《수병위인풍첩》을 "동물병정 같은 것이 나와 아기자기하게 싸우는 내용"일 것이라 생각하며 확인을 안하고 판매했다가 음비법 위반으로 구속되어 25일간 수감되었고 그 후 일본의 직원들 역시 뿔뿔이 흩어져 사업 역시 정리되어 버리고 만다. 이 《수병위인풍첩》은 2년 뒤 《무사 주베이》라는 이름으로 한국에서 정식 개봉됐다.
1995년 일본에서의 유학을 마치고 귀국한 김유식은 하이텔 노트북 동호회 시삽을 하면서 노트북에 대한 사용 후기를 400편 정도 적어 놓았는데, 1999년 하이텔 측이 이를 PC통신 외에 웹에도 쓰면 월 100만 원씩 주겠다고 제안받고 1999년 10월, 노트북과 디카 정보 및 후기를 다루는 디시인사이드를 하이텔의 한 코너로 시작한다.

### 디시위키
리그베다 위키의 사유화 사태에 보다 못한 김유식은 차라리 자신이 위키를 운영해보겠다는 생각으로 디시위키를 만들었다. 하지만 디시위키의 문서생성 속도는 대단히 빨라서 2개월 이내에 1만개 이상의 문서가 생성되었으나 질적 수준은 제2의 백괴사전이라는 평가를 받았다.

### 주식투자 실패
주식에 관심이 있어서 전부터 디시인사이드의 주식 갤러리를 드나들었고 2008년 10월 17일 화학 업체인 메이드에 80억원을 투자하고 주식 2천만 주를 취득하였으나 때마침 리먼브러더스 사태가 터져 10월 24일 기준, 단 일주일만에 36억원을 날렸다. 그리고 결국 그 투자한 80억원은 한 푼도 회수하지 못하였다고 한다.

## 정치 성향 및 논란
본인의 말로는 반북보수우익 성향이라고 한다. 월간조선에 우파네티즌들의 단결을 호소하는 컬럼을 쓰기도 했다. 각종 인터뷰에 따르면 사실인지 거짓인지는 알 수 없으나, 김유식 본인은 원래 자신의 성향을 밝히지 않아왔으나 노무현 정권 시절 정부 관계자가 김유식을 자기 편으로 알고 청와대로 초청하여 도와달라고 했다고 주장하며 김유식은 "난 당신들 편이 아니다."라는 생각을 공개적으로 천명할 필요가 있었다고 한다.
PC통신이나 인터넷에서 개인이 쓴 글이나 언론보도에 관해서는 정부가 규제해선 안된다는 생각을 가지고 있다. 지금은 없어졌지만 한때 대형 사이트에서 의무적으로 시행했던 인터넷 실명제를 강하게 비판하기도 했었다. 또한 오마이뉴스에 기고할 때는 조선족 동포에 대한 차별을 철폐하자는 이야기를 한 적도 있었다.

### 횡령
2006년 10월 코스닥 등록회사인 (주)IC코퍼레이션을 320억원에 인수하여 디시인사이드의 우회상장을 꾀하였으나 (주)IC코퍼레이션의 각자대표인 김현진과 부사장인 스티브 석(상근)으로부터 사기를 당해 76억원에 대한 횡령혐의로 기소, 2009년 10월 서울중앙지방법원에서 법정구속을 당하였고, 2010년 1월 28일 항소심에서 집행유예로 출소하였다. 당시 항소심 재판부에 따르면 “피고인이 이 사건 범행을 인정하면서 자신의 잘못을 깊이 반성하고 있는 점, 피고인이 이 사건 범행으로 인하여 개인적으로 이익을 취득한 것은 없는 것으로 보이는 점, 피고인은 김현진과 석상근의 기망과 협박에 따라 이 사건 범행에 이르게 된 것으로 그 범행 동기에 참작할 사정이 있고, 가담 정도도 김현진, 석상근에 비하여 상대적으로 경미한 점, IC코퍼레이션의 피해 금액 66억 7,000만 원 중 절반 이상이 IC코퍼레이션에 입금된 점, 피고인이 원심에서 피해변제를 위하여 자신이 소유하고 있는 주식회사 고제 주식 100만 주 중 30만 주를 IC코퍼레이션에 양도하고 IC코퍼레이션과 원만히 합의하였고, 특히 당심에서 디시인사이드와도 원만히 합의하여 이 사건 피해자들 모두가 피고인의 처벌을 원하지 않는 점, 이 사건으로 인하여 피해를 입은 IC코퍼레이션의 소액주주들 중 일부가 피고인의 선처를 탄원하고 있는 점, 피고인이 동종 및 실형을 선고받은 전과가 없는 점, 기타 피고인의 연령, 성행, 가정환경 등 이 사건 변론에 나타난 제반 양형조건을 종합하여 보면, 원심이 피고인에게 선고한 형은 너무 무거워서 부당하다고 인정되므로, 피고인의 양형부당 주장은 이유 있다.”며 집행유예를 선고했다.

### 극우 발언
김유식은 자신을 스스로 반북보수우익이라고 주장하였고, 주간경향과의 인터뷰에서 "난 노빠(노무현 빠돌이)가 아니며 극우에 가깝다'고 말했다.

### 5.18 민주화운동 관련 발언
김유식은 2011년 디시인사이드 정치사회 갤러리(정사갤)에서 어떤 이용자가 5.18에 대해 어떻게 생각하시냐고 물어보자 '5.18은 성역화 되었고 나중에 역사가 재평가 할것', 그러자 다른 이용자가 5.18이 왜 폭동이냐고 게시글을 올렸고, "책도 좀 읽어보시고 관련 자료도 찾아보세요, 디시 내에서도 관련 자료가 꽤 있습니다"라고 댓글을 달았다.

### 친일파, 일제 문제 관련 발언
김유식은 2008년 6월 25일, "친일파들의 행적, 재산, 상속 등의 문제에 대해서는 이해를 한다, 그러나, 사용하지 않는 토지도 20년간 사용하면 소유권이 생기며, 웬만한 범죄들도 공소시효는 최대 10~15년까지인데, 몇 명 남아 죽을 날을 기다리는 친일파인사들을 꼭 그렇게 처벌해야하는지 의문이다,", "합방 후부터 해방까지 35년이 넘게 세월이 흘렀다. 합병 당시의 어린이들은 과연 무엇을 보고 배웠을까? 그런 환경에서의 친일행동인데 이렇게 오랜시간이 지났다면 감싸안을 줄도 알아야 하지 않을까?" 라고 댓글을 달았다. 그 당시의 댓글 전문은 다음과 같다.
"저는 친일을 한 적도 없고 조상 대대로도 없습니다. 하지만 대한민국 정체성을 부정하기 위한 친일청산 논리에는 반대합니다. 길게 100년이 지난 지금입니다. 당시의 국부랄 것도 없던 나라가 세계 10위의 경제대국이 되었습니다. 자 그렇다면 이것이 친일파의 힘입니까? 우리 국민의 힘이죠. 친일논리는 좌익부역자들이 보수층을 공략하기 위해 만든 논리입니다. 국가정체성 부정용으로 지난 수십 년간 잘 써먹었습니다. 그런데 이제는 잘 먹히지 않죠. 왜냐면 국가가 부강해졌으니까요. 1980년대만 해도 얼마나 훌륭한 논리였습니까? 그러니 좌편향 분들도 이제는 다른 논리 만들어 내세요. 친일친일 하다가 서기 2,500년이 되어도 그 논리 펴시겠습니다."
"우리나라 교육의 문제점이, 나라가 약하면 외세에 빼앗긴다. 그래서 일본에 빼앗겼다고 가르쳐야 하는데 단지 친일파들과 을사오적 때문에 이렇게 됐다고 주장합니다. 을사오적이 없었더라면 늑약이 없었을까요? 아닙니다. 누군가가 또 그랬을 겁니다. 국력이 약했던 것에 대한 반성은 배운 적도 없고, 가르치지도 않습니다. 친일파 논란의 가장 큰 마지막은 적화입니다. 국공합작처럼 조금씩 조금씩 친일 문제를 넓혀서, 초기에는 알리기만 하자, 그러다가 처벌하자, 국고 환수하자, 나중에는 더욱 더 확대해 나가려고 했던 겁니다. 마지막은 친일파 때문에 국가 자체를 부정하고 국가정통성을 제대로 계승하고 있는 북한이 있으니 북한이 옳다는 논리로 갑니다. 이거 너무 낡았습니다. 요즘 젊은이들한테는 안 먹힙니다."
"살인에 대한 공소시효도 15년이었습니다. 주인 없는 땅을 20년간 점유하면 소유권이 인정되지요. 친일파들이 얼마나 많은 땅을 가졌는지는 모르겠습니다. 국가화합을 위해서, 또 역사를 위해서 친일에 대해서 알리는 것은 좋으나 70년에서 100년이 지난 일을 뒤집어서 "누군가의 말 한마디로" 친일파로 매도하고 처벌하려고 하는 그 주장을 이해하지 못하겠습니다. 일제 35년외에도 그 전의 10년 동안까지 치면 45년입니다. 내선일체를 부르짖던 나라에서 태어나 열심히 공부해서 공무원이 된 사람에게 죄를 물을 수 있습니까? 갈 곳이 없어서 일본군에 지원한 사람에게 죄를 물을 수 있습니까? 나라에서 시켰는데 창씨개명한 사람들에 친일파라도 매도할 수 있겠습니까? 같은 나라인 줄 알고 태어나서 교육 받은 사람이라면 출세를 위해서 창씨개명 안 하겠습니까? 그런 논리로 다까끼 마사오, 도요다 다이쥬를 다 처벌할 수 있나요? 이미 그 당시 대부분의 사람들이 죽었는데도 굳이 처벌하려고 하는 속셈이 무엇입니까? 국가정통성을 부정하기 위해서 만들어진 논리 아닙니까? 실제로 해방 이후 북괴 정권은 우리 보다 더 하면 더 했지 약하지는 않았습니다. 그래도 종북주의자들이 항상 북괴에게 친일파 숙청했으니 국가의 정통성이 살아있다고 주장하죠."
"저는 친일파 청산을 하는 것은 인명부로 충분하다고 생각합니다. 마오저뚱도 70의 공이 있고 30의 과가 있다고 했습니다. 우리나라에서는 90의 공이 있고 10의 과가 있더라도 모두 싸잡아 친일로 매도하려고 하잖습니까? 제대로 된 검증절차도 없습니다. 그냥 누가 카더라~ 하면 친일파가 됩니다. 반민특위 때 못했고, 좌파정부 10년 동안에도 못했습니다. 이제는 화합을 해야할 때인데도 예전에 효과봤던 기억 때문에 아직도 친일파 운운 공격패턴을 버리지 못하고 있는 것입니다. 부끄러운 역사는 친일파를 처단하지 못한 게 아니라 국력이 약해서 나라를 빼앗겼던 것입니다. 아무도 그것에 대해서는 이야기 하지 않습니다. 한마디로 국가정통성을 부정하기 위해서 우겨대는 논리입니다. 친일파가 이 나라를 망친 주범들이며 북한은 정통성을 계승하고 있다. 그러면 한국이 경제대국이 된 것도 친일파가 만들었다는 논리가 되는데 궤변이죠. 이 나라는 친일파가 망가뜨렸던 것이 아니라 우리 민족 전체가 힘이 없어서 그렇게 된 것이고, 또 우리나라가 경제강국이 될 수 있었던 것은 우리 국민들이 그만큼 피와 땀을 흘렸기 때문입니다."

### 청문회에서 오늘의 유머 관련 발언
2013년 8월, 국정원의 대선 개입 대한 국회 청문회에서 김유식은 오늘의 유머 사이트에 '국정원 직원'이 댓글을 썼다는 부분에서 이렇게 반박하였다.
- 오늘의 유머 사이트의 20% 이용자가 투표권이 없는 젊은 층.
- 어느 정도 중도 성향이거나 해볼 만한 사이트에 갔을 텐데, 오늘의 유머는 좌쪽으로 편향된 사이트로 별 효과가 없다.
- (이러한 이유들 때문에) 내가 국정원 요원이라면 오유 사이트에 (댓글 작업 등의 활동을) 안 했을 것이라고 발언하였다.

## 약력

### 경력
- 2010.01 ~ : 디시인사이드 대표이사/사장
- 2009.07 ~ : 국민대통합운동연합 선진의식개혁운동본부 본부장
- 2006.12 ~ 2008. 04. 04 : IC코퍼레이션 대표이사
- 2007.06 : 선진평화연대 공동대표
- 2007.03 : 전진코리아 공동대표
- 1999.07 ~ 2009. 10 : 디시인사이드 대표이사
- 1998.06 ~ 2000. 08 : 폭스미디어 대표

### 학력
- 한양사이버대학교 대학원 IT MBA 석사
- 경희사이버대학교 NGO학
- 신주쿠정보비즈니스전문학교 국제경영 OA 비즈니스
- 서울 한영고등학교
- 서울 풍납중학교
- 서울 풍납국민학교

## 저서
- 2011년

《개드립 파라다이스》, 가쎄
- 2004년

《인터넷 스타 개죽아, 대한민국을 지켜라!》, 랜덤하우스 중앙
- 2000년

《맥주 전쟁》, 인화
《심심할 때 읽는 책》, 인화
- 1999년

《김유식의 원조 횡수》, 문화사랑
《금테두른 브라자》, 멀티미지
- 1998년

《일본인과 성문화》, 학영사
《나는 일본 성문화가 두렵다》, 하늘빛

### 내용주
1. ↑  청년 시절에는 반대로 매우 진보적이였다고 한다.[출처 필요]
2. ↑  내용 자체는 동일하다.